# Râul Moieciul Cald
Râul Moieciul Cald este unul din brațele care formează râul Turcu. Se formează la confluența brațelor Jigărea și Valea Lacului

## Hărți
- Harta județului Brașov